# Добривоје Бошковић (политичар)
Добривоје Бошковић (Команице, код Мионице, 1922 — Београд, 30. мај 1986) био је учесник Народноослободилачке борбе и друштвено-политички радник Социјалистичке Републике Србије.

## Биографија
Рођен 1922. године у Команицама, код Мионице. Након завршене основне школе, учио је кројачки занат и као млади радник прикључио се револуционарном радничком покрету. Члан тада илегалне Комунистичке партије Југославије (КПЈ) постао је 1941. године. Био је и члан Окружног комитета СКОЈ у Ваљеву.
Након окупације Југославије, 1941. активно се укључио у Народноослободилачки покрет (НОП). Најпре је био борац Ваљевског партизанског одреда, а затим први политички комесар партизанске болнице у Крупњу. Потом је био илегални политички радник у окупираном Београду, након чега је прешао у Срем, где је био у Првом сремском и Посавском партизанском одреду. Током рата обављао је дужности заменика политичког комесара чете, батаљона и Треће шумадијске бригаде. Рањаван је два пута, а из рата је изашао са чином капетана у резерви.
После ослобођења завршио је Вишу партијску школу „Ђуро Ђаковић”, након чега је обављао разне политичке дужности у Параћину, Светозареву, Крагујевцу и Владимирцима. Био је председник Народног одбора среза Светозарево и председник Социјалистичког савеза среза Крагујевац. Биран је за члана Главног одбора Социјалистичког савеза радног народа (ССРН) Србије. Од 1965. до 1969. био је председник Контролне комисије ЦК СК Србије, а потом заменик секретара Извршног комитета ЦК СК Србије. Од 1978. до 1982. био је члан Председништва СР Србије.
За члана Централног комитета Савеза комуниста Србије (ЦК СКС) биран је на Шестом, (1968), Седмом (1974) и Осмом конгресу (1978). Биран је за посланика Друштвено-политичког и Савезног већа Скупштине СФРЈ.
Преминуо је 30. маја 1986. у Београду и сахрањен је у Алеји заслужних грађана на Новом гробљу.
Носилац је Партизанске споменице 1941. и других југословенских одликовања, међу којима су — Орден Републике са златним венцем, Орден рада са црвеном заставом, Орден заслуга за народ првог и другог реда, Орден братства и јединства другог реда, Орден за храброст и др.